# Bhad Bhabie
Даниэлла Бреголи (англ. Danielle Bregoli, 26 марта 2003, Бойнтон-Бич, Флорида, США), более известная как Bhad Bhabie (произн. «бэд бейби») — американская рэп-артистка и интернет-знаменитость. Обрела популярность после сказанной ею фразы: «Cash me outside, how 'bout dah?» (с англ. — «Давай выйдем и побазарим, как тебе такое?») в одном из эпизодов шоу «Доктор Фил» в 2016 году, которая вскоре стала интернет-мемом. Спустя год Бреголи стала самой молодой рэп-исполнительницей за всю историю чарта Billboard Hot 100, дебютировав с треком «These Heaux». Впоследствии молодая певица заключила контракт с музыкальным лейблом Atlantic Records.

## Биография

### Ранние годы
Даниэлла Бреголи родилась 26 марта 2003 года в семье Айры Песковитца и Барбары Энн Бреголи. Отец работал полицейским в округе Палм-Бич. Вскоре после рождения девочки родители развелись. Даниэллу воспитывали, в основном, мать и бабушка, — с отцом она почти не общалась. Когда Даниэлле было 4 года, у её матери обнаружили рак груди. Болезнь протекала крайне нестабильно вследствие чего наблюдалась ремиссия и рецидив. Даниэлла ухаживала за матерью и поддерживала её. В конце концов, врачи сообщили, что раковые образования исчезли. Чтобы лечиться, матери пришлось бросить работу и влезть в долги. В качестве подарка дорогой маме к Рождеству 2017 года пятнадцатилетняя Даниэлла выкупила остаток по её залогу на сумму $65 тыс. (4,2 млн рублей на октябрь 2018).

### Карьера
14 сентября 2016 года Бреголи и её мать появились в шоу «Доктор Фил» в выпуске с анонсом: «Я хочу отказаться от своей угоняющей машины, размахивающей ножом и трясущей ягодицами 13-летней дочери, которая пыталась переложить вину на меня» (англ. I Want To Give Up My Car-Stealing, Knife-Wielding, Twerking 13-Year-Old Daughter Who Tried To Frame Me For A Crime). В выпуске обсуждали причины такого ужасного поведения Даниэллы. Во время съёмки она даже сумела украсть машину у одного из работников студии, и это попало на камеры.
В то время как Бреголи отвечала на вопросы ведущего и своей матери, из зала был слышен постоянный смех. Это серьёзно разозлило молодую девушку, она встала и крикнула в толпу: «Cash me outside, how 'bout dah?». Невнятное и забавное произношение фразы стало причиной для огромного количества шуток, после которых пользователям интернета Бреголи запомнилась девочкой — «cash me outside».
После съёмок в шоу Даниэлла больше четырёх месяцев проходила курс коррекции в заведении для проблемных подростков в штате Юта. В начале февраля 2017 года Бреголи вновь посетила шоу Фила Макгроу. В этот раз она была спокойнее и разъяснила причину агрессивного поведения во время своего первого появления. Взрыв интереса к Бреголи вдохновил диджея Suede The Remix God на создание ремикса с использованием её фразы, уже ставшей интернет-мемом. С 4 марта 2017 года ремикс попал в такие чарты, как Billboard Hot 100, Streaming Songs и Hot R&B/Hip-Hop Songs. Также трек породил большое количество танцевальных видеороликов, загруженных на YouTube.

### Проблемы с законом
Бреголи и её мать предъявили иск «нарушение прав интеллектуальной собственности» трём компаниям, — за использование «нашумевшей» фразы без согласия девушки. Она угрожала подать в суд и на Walmart, — за размещение фразы на футболках, но те быстро сняли с продажи.
В феврале 2017 года мать Бреголи и сама девушка были вовлечены в драку на борту самолёта, — с пассажиркой, пенявшей им за то, что они слишком долго укладывают свой багаж, не давая пройти другим. Даниэлла ударила женщину по лицу. Её вместе с матерью сняли с рейса. Позже авиакомпания Spirit Airlines заявила, что Бреголи и её мать больше никогда не полетят рейсами этой компании, поскольку их пожизненно занесли в «чёрный список». В том же месяце Даниэлла была вовлечена в ещё одну драку, — в одном из баров.
28 июня 2017 Бреголи признала свою вину в крупной краже, хранении марихуаны и даче ложных показаний. Обвинение было предъявлено ещё до появления на шоу. В июле 2017 её приговорили к пяти годам тюрьмы. После того как в марте 2018 был нанят другой адвокат, девушку отпустили.

### Музыка
Её дебютный сингл под названием «These Heaux» был выпущен 26 августа 2017 года. Успех трека побудил Atlantic Records предложить Бреголи многомиллионный контракт, который позволил ей выпустить под их лейблом первый микстейп и окончательно «влиться» в музыкальную индустрию. Спустя месяц, в сентябре того же года, Даниэлла выпускает трек «Mama Don’t Worry (Still Ain’t Dirty)», а после и «Both of Em», — читая рэп о своём прошлом, вынуждающем поклонников отвлечься от историй с шоу «Доктор Фил».

## Дискография

### Микстейпы
- 15 (2018)

### Синглы
| Название                                                                               | Год  | Высшая позиция в чарте | Высшая позиция в чарте | Высшая позиция в чарте | Сертификации                     | Альбом              |
| Название                                                                               | Год  | US                     | US R&B/HH              | CAN                    | Сертификации                     | Альбом              |
| -------------------------------------------------------------------------------------- | ---- | ---------------------- | ---------------------- | ---------------------- | -------------------------------- | ------------------- |
| «These Heaux»                                                                          | 2017 | 77                     | 34                     | 57                     | - RIAA: золотой                  | Внеальбомный сингл  |
| «Hi Bich»                                                                              | 2017 | 68                     | 29                     | 66                     | - RIAA: платиновый               | 15                  |
| «Whachu Know»                                                                          | 2017 | —                      | —                      | —                      |                                  | Внеальбомные синглы |
| «I Got It»                                                                             | 2017 | —                      | —                      | —                      |                                  | Внеальбомные синглы |
| «Mama Don’t Worry (Still Ain’t Dirty)»                                                 | 2017 | —                      | —                      | —                      |                                  | Внеальбомные синглы |
| «Both of Em»                                                                           | 2018 | —                      | —                      | —                      |                                  | Внеальбомные синглы |
| «Gucci Flip Flops» (при участии Lil Yachty)                                            | 2018 | 79                     | 39                     | 62                     | - RIAA: платиновый - MC: золотой | 15                  |
| «Trust Me» (при участии Ty Dolla Sign)                                                 | 2018 | —                      | —                      | —                      |                                  | 15                  |
| «Geek’d» (при участии Lil Baby)                                                        | 2018 | —                      | —                      | —                      |                                  | 15                  |
| «Babyface Savage» (при участии Tory Lanez)                                             | 2019 | —                      | —                      | 78                     |                                  | Внеальбомные синглы |
| «Bestie» (при участии Kodak Black или Megan Thee Stallion)                             | 2019 | —                      | —                      | —                      | - RIAA: золотой                  | Внеальбомные синглы |
| «Spaz» (при участии YBN Nahmir)                                                        | 2019 | —                      | —                      | —                      |                                  | Внеальбомные синглы |
| «Lotta Dem»                                                                            | 2019 | —                      | —                      | —                      |                                  | Внеальбомные синглы |
| «Get Like Me» (при участии NLE Choppa)                                                 | 2019 | —                      | —                      | —                      |                                  | Внеальбомные синглы |
| «That’s What I Said»                                                                   | 2020 | —                      | —                      | —                      |                                  | Внеальбомные синглы |
| «Do It Like Me»                                                                        | 2020 | —                      | —                      | —                      |                                  | Внеальбомные синглы |
| «Miss Understood»                                                                      | 2021 | —                      | —                      | —                      |                                  | Внеальбомные синглы |
| «Bi Polar»                                                                             | 2021 | —                      | —                      | —                      |                                  | Внеальбомные синглы |
| «—» обозначает сингл, который не попал в чарт или не был выпущен на данной территории. |      |                        |                        |                        |                                  |                     |

### Промосинглы
| Название                             | Год  | Альбом                  | Платформа |
| «15 (Intro)»                         | 2018 | 15                      | YouTube   |
| «Yung and Bhad» (при уч. City Girls) | 2018 | 15                      | Все       |
| «Bout That»                          | 2018 | 15                      | YouTube   |
| «Thot Opps (Clout Drop)»             | 2018 | 15                      | YouTube   |
| «Bhad Bhabie Story»                  | 2018 | 15                      | YouTube   |
| «$» (при уч. Lil Gotit)              | 2020 | Внеальбомный промосингл | YouTube   |

### Гостевое участие
| Название          | Год  | Другие исполнители         | Альбом             |
| ----------------- | ---- | -------------------------- | ------------------ |
| «Cash Me Outside» | 2017 | DJ Suede the Remix God     | Внеальбомный сингл |
| «Playboy Style»   | 2018 | Clean Bandit, Charli XCX   | What Is Love?      |
| «Whatcha Gon Do»  | 2019 | Benzi, Rich the Kid, 24hrs | Внеальбомный сингл |

### Видеография
| Название                                           | Год  | Исполнитель                                                    | Режиссёр        |
| «These Heaux»                                      | 2017 | Bhad Bhabie                                                    | GOOD BOY SHADY  |
| «Hi Bich» / «Whachu Know»                          | 2017 | Bhad Bhabie                                                    | Ronny J         |
| «I Got It»                                         | 2017 | Bhad Bhabie                                                    | н/д             |
| «Mama Don’t Worry (Still Ain’t Dirty)»             | 2017 | Bhad Bhabie                                                    | н/д             |
| «Both of Em»                                       | 2018 | Bhad Bhabie                                                    | н/д             |
| «Hi Bich (Remix)»                                  | 2018 | Bhad Bhabie (при участии Rich The Kid, Asian Doll и MadeinTYO) | н/д             |
| «Gucci Flip Flops»                                 | 2018 | Bhad Bhabie (при участии Lil Yachty)                           | Николаус Гуссен |
| «Trust Me»                                         | 2018 | Bhad Bhabie (при участии Ty Dolla $ign)                        | Николаус Гуссен |
| «Thot Opps (Clout Drop)» / «Bout That»             | 2018 | Bhad Bhabie                                                    | Николаус Гуссен |
| «Geek’d»                                           | 2018 | Bhad Bhabie (при участии Lil Baby)                             | Николаус Гуссен |
| «No More Love» / «Famous» (Short Video)            | 2018 | Bhad Bhabie                                                    | Николаус Гуссен |
| «Count It»                                         | 2018 | Bhad Bhabie и $hirak                                           | Николаус Гуссен |
| «Juice»                                            | 2018 | Bhad Bhabie (при участии YG)                                   | Крис Киборг     |
| «Babyface Savage»                                  | 2019 | Bhad Bhabie (при участии Tory Lanez)                           | н/д             |
| «Bestie»                                           | 2019 | Bhad Bhabie (при участии Kodak Black)                          | Дэвид Доман     |
| «Get Like Me»                                      | 2019 | Bhad Bhabie (при участии NLE Choppa)                           | н/д             |
| «Babyface Savage» (TikTok Dance Compilation Video) | 2019 | Bhad Bhabie (при участии Tory Lanez)                           | н/д             |
| «That’s What I Said»                               | 2020 | Bhad Bhabie                                                    | Go Grizzly      |

## Туры
- Bhanned in the USA Tour — c 14 апреля 2018 по 13 июня 2018 — вместе с Asian Doll, Lil Yachty и KingTae[39][40].

### Совместные туры
- Совместно с Lil Yachty — The Disrespect Tour — c 24 октября 2018 по 28 ноября 2018[41][42].

## Награды и номинации
| Год  | Премия                   | Номинация                                                 | Результат |
| ---- | ------------------------ | --------------------------------------------------------- | --------- |
| 2017 | MTV Movie & TV Awards    | Тренды («Cash me outside, how 'bout dah?» — «Доктор Фил») | Номинация |
| 2018 | Billboard Music Awards   | Лучший женский рэп-исполнитель                            | Номинация |
| 2019 | iHeartRadio Music Awards | Лучшая социальная звезда                                  | Номинация |

### Комментарии
1. ↑  «Trust Me» не вошёл в чарт Hot R&B/Hip-Hop Songs, но достиг девятой позиции в чарте Bubbling Under R&B/Hip-Hop Singles
2. ↑  «Babyface Savage» не вошёл в чарт Billboard Hot 100 Songs, но вошёл в чарт Billboard Hot 100 Songs.
3. ↑  «Babyface Savage» не вошёл в чарт Hot R&B/Hip-Hop Songs, но достиг восьмой позиции в чарте Bubbling Under R&B/Hip-Hop Singles
4. ↑  «Bestie» не вошёл в чарт Hot R&B/Hip-Hop Songs, но достиг восьмой позиции в чарте Bubbling Under R&B/Hip-Hop Singles
5. ↑  «Cash Me Outside» вошла в чарты Hot R&B/Hip-Hop Songs, Canadian Hot 100 и Billboard Hot 100, достигнув высшей позиции под номером тридцать, семьдесят девять и семьдесят два, соответственно.